# Eraldo Çinari
Eraldo Çinari (* 11. Oktober 1996 in Shkodra) ist ein albanischer Fußballspieler.

## Karriere

### Verein
Çinari begann bei den Jugendakademien von KS Vllaznia Shkodra Fußball zu spielen. Anfang des Jahres 2015 erhielt er einen Profivertrag. Im Jahr 2018 wechselte Çinari zu Deportivo Alavés für 20.000 Euro, wurde jedoch am nächsten Tag zum kroatischen Superligisten NK Istra 1961 ausgeliehen. Nach nur einem Monat ohne Einsatz wechselte Çinari anschließend im August 2018 zum FK Partizani Tirana, mit dem er am Ende der Saison die albanische Meisterschaft gewann.
Am 1. Juli 2021 wechselte Çinari zum türkischen Zweitligisten Samsunspor.

### Nationalmannschaft
Çinari debütierte für die albanische U-21 Mannschaft am 27. März 2018 gegen die slowakische U-21 Fußballnationalmannschaft.